# メカゴジラ (昭和ゴジラシリーズ)
メカゴジラ (MechaGodzilla) は、映画「ゴジラシリーズ」に登場する架空のロボット。本項目では、このうち昭和ゴジラシリーズの『ゴジラ対メカゴジラ』（1974年）に登場するメカゴジラと擬装形態であるにせゴジラ、および『メカゴジラの逆襲』（1975年）に登場する強化改修機であるメカゴジラ2を扱う。
後発作品でのメカゴジラは人類が建造した対ゴジラ兵器として登場するものがほとんどだが、昭和シリーズでは宇宙人の侵略兵器であることが特徴である。

## 概要
ブラックホール第3惑星人の操る地球征服計画の切り札であり、地球の鋼鉄の10倍もの強度を持つ虹色に輝く磁石に吸い寄せられる性質を持つ宇宙金属スペースチタニウムを原料に、地球最強の生物ゴジラをモデルとして徹底的に生態を分析・研究して開発した機械怪獣である。
- スーツアクターは森一成[出典 10]。
- 武器設定やネーミングは、宣伝部からの依頼のもと、「メカ好き」という川北が行ったものである[出典 11]。光線は虹を連想させるカラフルな描写となっているが、これも川北によるものであり、特撮テレビドラマ『ウルトラマンA』（円谷プロダクション、TBS）で試したものを映画で生かしたという[70][71]。
- 爆破技術で知られる中野により、「全身が武器」との売り文句のメカゴジラの攻撃描写には派手な火薬効果が持ち込まれ[出典 12]、『ゴジラ対メカゴジラ』では東京にあるコンビナートの爆発シーン、『メカゴジラの逆襲』では横須賀市の破壊シーン（市街地セットの床を落とす）など、過激な爆破が幾度か登場する。特に『逆襲』では、特効担当が火薬の量を増やしたため、ミニチュアの土台が揺れている[75][76]。また、後年に述懐した中野によれば、爆破にはガソリンを用いていたが、成分の違いからか後年のものだと当時の色にはならず、CGでも作れないと思われている[77]。
- 中野は、正義のヒーローとなったゴジラに対し、メカゴジラには悪の権化としてのゴジラへの原点回帰の思いをぶつけたと述べている[78]。書籍『ゴジラ大百科 [メカゴジラ編]』では、メカゴジラの冷たさや恐ろしさなどは、ゴジラが20年の間に失った本来の属性であったと評している[79]。

## 『ゴジラ対メカゴジラ』のメカゴジラ
岩石に収納されたかたちで富士山の火口から飛来し、爆炎の中からゴジラに偽装したにせゴジラの姿で出現する。
正体を現した後は足底からのジェット噴射・ジェットファイヤーで自在に飛行し、沖縄の玉泉洞深くのコントロールセンターから音声でのコマンド入力による遠隔操作を受け、司令官の口頭の指示に従い、自律的な行動が可能となる。当初はヘッドコントローラーが弱く、ゴジラとの初戦では一旦は痛み分けとなったが故障して修理が必要となって退却するが、格納庫で宮島博士の手によってメンテナンスが施されてからは安定した性能を発揮するようになる。体内には全自動のミサイル工場を擁しており、無尽蔵の弾頭供給を経ての連続発射が可能である。飛行形態では、尾ビレを垂直尾翼に見立てており、前方に首を向けて八の字に腕を開く。
沖縄の決戦では圧倒的火力と飛行能力によってゴジラの放射能火炎を避け、バリヤーによって放射能火炎も接近も無効化してゴジラとキングシーサーを苦しめるが、雷で帯電して身体を電磁石化したゴジラに動きを封じられたうえ、そこへ突進してきたキングシーサーに頭突きで体内の回路をショートさせられた結果、ほぼ機能停止に陥る。最後は、ゴジラに首をもぎ取られて爆発し、残骸は沖縄の海底に沈んでいった。
- 資料によっては名称をメカゴジラ1号機[86]、メカゴジラI号[62]と記述している。
- 本作品の原型となった『大怪獣沖縄に集合！残波岬の大決斗』では、ガルガ星人に造られた「機械怪獣ガルガン」が登場する予定で、この設定は「ブラックホール第3惑星人」とメカゴジラの原型となっている[45]。
- 検討用台本の『残波岬の大決斗 ゴジラ対メカゴジラ』では、ガイガンとタッグを組んで戦う案があった[45]。
- 『ゴジラvsコング』（2021年）の監督を務めたアダム・ウィンガードは初代の大ファンを公言しており、同作へのメカゴジラの登場が監督オファーを受ける決め手になったという[87]。
- 撮影・演出
  - 中野は、メカゴジラの歩行演技に歌舞伎の所作を採り入れたと語っている[88]。また、ゴジラを偽る悪役らしさにはカッコいい二枚目が見得を切る「悪の美学」を、正体を現すシーンには多羅尾伴内や遠山の金さんが正体を現すシーンのカッコよさなど、それぞれのケレン味を加えたくて取り組んだという[89]。
  - 初出現時に各部のアップを見せる演出は、合成を担当した川北紘一が編集したものである[90][91]。川北は、『ウルトラマンA』第1話や第21話でも同様の演出を行っている[90]。
  - 前後に位置したゴジラとキングシーサーを同時に攻撃するシーンは、シネマスコープを意識した画面作りを意図したものである[91]。
  - キングシーサーを攻撃するシーンの火薬には、当初は中野の好む黒煙が出る造粒[注釈 7]を用いていたが、途中で川北が特殊効果助手の関山和昭に指示して派手に火花が出るピクリン酸に変更された[93]。これについて、関山は中野と川北での火薬の好みの違いが現れた例として挙げている[93]。
  - 絵コンテでは、復活前のキングシーサーをスペースビームで攻撃して崖に埋もれさせるという描写が存在した[91]。

### にせゴジラ
メカゴジラが合成表皮を全身に覆うことでゴジラに擬装した形態。
外見は本物そっくりであるが、咆哮が金属音で、レーザービーム（スペースレーザー）も背ビレの発光も黄色い。御殿場付近で偵察に出現したアンギラスに正体を看破されるが、容赦ない攻撃を仕掛けて顎を引き裂いて撃退する。その後、東京湾のコンビナート地帯を襲ったところで倉庫の屋根を破って出現した本物のゴジラと交戦するうち、次第にダメージを受けて全身を覆っていた皮膜が剥がれて人間にも正体を看破された結果、黒沼の指示で皮膜を燃やし尽くして正体を現す。
- スーツは、単体では通常のゴジラのスーツが、本物と対峙する際はアトラクション用のスーツが流用された[出典 17][注釈 9]。特技監督の中野昭慶は、後者の顔つきを本物と変えることにより、観客の子供たちに違いを気づかせるようにしたと述べている[102]。また、中野はアトラクション用が腐りかけの状態であったため、破損に苦労した旨を語っている[100]。なお、『メカゴジラの逆襲』では後者がゴジラの海中シーンに流用されている[103]。1983年には、雑誌『宇宙船』の企画で中島春雄がこのゴジラに入って演技を行っている[要文献特定詳細情報]。
- 準備稿では、沖縄での決戦時に正体を現すという展開であった[84]。中野は展開を変更した理由について、コンビナートのシーンですでに本物のゴジラが登場しているので、偽物だとわかっていて正体を現しても感動はないだろうと述べており、観客の意表を突くことを重視したという[104]。また、中野は最初に正体を隠して観客を驚かせるという展開は、『旗本退屈男』シリーズをイメージしたものであることを語っている[78]。
- コンビナートを爆破するシーンには、『日本沈没』（森谷司郎監督、1973年）のカットが流用されている[93]。
- メカゴジラに変身するシーンの炎は合成素材が別途撮影されたもので、撮影の様子も写真に残っているが[出典 18]、資料によって撮影内容の説明が異なっている。
  - 書籍『ゴジラ大全集』では、メカゴジラ型のアルミホイルに光を乱反射させたと記述している[65]。
  - 書籍『ゴジラ1954-1999超全集』では、メカゴジラの形に切った板にアルコールをベースにした火薬を塗って合成用の炎を撮影したと説明している[106]。
  - 書籍『東宝特撮映画大全集』では、合成を担当した川北紘一の証言として、メカゴジラにアルミ箔を貼って各所に仕込んだフラッシュを一斉に光らせたと記述している[71]。
  - 書籍『ゴジラ 東宝チャンピオンまつりパーフェクション』では、特殊効果の関山和昭の証言として、メカゴジラ型のベニヤにアルミ箔を貼り、アンモン入りの練り火薬を塗って青い炎を燃え上がらせたと記述している[107]。書籍『昭和メカゴジラ鋼鉄図鑑』でも同様の内容を記述している[91]。
- メカゴジラの指や尾は可動しないが、にせゴジラの状態では本物と同様に動いている[108]。
- 本物のゴジラとの戦闘で表皮が剥がれるシーンは、スーツアクターの演技に合わせて操演班が表皮につけたピアノ線を引くのと同時に、特殊効果班が火薬を点火するという連携で撮影された[76]。
- 『ゴジラ キング・オブ・モンスターズ』（2019年）の監督を務めたマイケル・ドハティは、にせゴジラが正体を現すシーンがかっこよかったとして高く評価している[109]。
- 2024年1月には、ゴジラ、プーマ、アトモスによるコラボレーションの一端として、にせゴジラをモチーフとして正体を現すシーンを連想してデザインしたスニーカーが発売されている[110]。

## 『メカゴジラの逆襲』のメカゴジラ（メカゴジラ2）
前作でゴジラに倒されて海底に沈んだメカゴジラの残骸を、ブラックホール第3惑星人が回収して天城山の地底基地にて真船信三博士の協力を得てゴジラと戦った際のデータを精査し、追加装備を施して復元修理、胸部を中心に強化改造した改修型の機体。
胸部下側の造形が台形模様から「V」の字型に改良されているが、これは吸収しやすかったゴジラの放射能火炎を左右に散らすためである。また、腰の五角形の中も変わっているほか、二の腕のエンブレム「MG」が「MG2」となり、前作では「MG」の色が赤だったが、今回は青になっている。全身の外装がほぼ銀一色に近かった前作に比べやや黒ずんでいるほか、重なった装甲部分もさらに一段暗い色となっており、胸や肩の形状も異なり、尾の垂直尾翼部側面に3つの円形ディテールが存在する点も、前作との違いである。背びれの並びや形状も異なり、かかとには蹴爪状のディテールも加えられている。新たに改良された回転式フィンガーミサイルの威力は特に高く、チタノザウルスとともにゴジラを生き埋めにする。
生き埋め状態から復活したゴジラによって前回と同様に頭部をもぎ取られるが、その下には強力な電子頭脳ヘッドコントローラーが搭載されており、プログラムされた高い反撃機能によって反撃に出てゴジラを追いつめる。さらに、搭乗可能なスペースが頭部に作られたが、あくまでも遠隔操作を基本に製作されており、前回の反省からメカゴジラ2へのコントロールはブラックホール第3惑星人の基地から遠隔操縦で行わず、真船博士の娘であるサイボーグ少女・桂にメカゴジラ2のコントロール装置を埋め込んで桂の脳波とリンクさせることによって行っている。前作のように頭部が破壊されても桂が死なない限り活動が停止することはないが、頭部からレーザーヘッド装置へ指令電波を切り替える際には若干のタイムラグが生じる。桂に自決されてコントロールが切れたあとは何の抵抗もできなくなり、先ほどまでゴジラを放り込んでいた谷底に投げ飛ばされ、その直後に放射能火炎を浴びせられて全身のミサイルや回転式フィンガーミサイルに誘爆した結果、体内の全自動ミサイル工場に引火して大爆発した。
- 名称はメカゴジラ2[出典 27]のほか、資料によってはメカゴジラII[出典 28]、メカゴジラ（TYPEII）[126][114]、メカゴジラ2号機[出典 29]、メカゴジラII号[62]、2代目メカゴジラ[128]、メカゴジラ第二号[124]と記述している。
- 検討用台本では、前作と同様に最初は偽ゴジラとしての登場が予定されていた[49]。
- 後年の報道では「メカゴジラII」と表記している資料もある[129][130]。

## 武装
全身に施されているため、同時攻撃を前後の敵にすることが可能である。また、初登場時にはゴジラに対して全身に装備した武器を稼働させて威嚇した。
スペースビーム
白熱した目玉から発射される虹色の溶解光線。ゴジラの放射能火炎と同等かそれ以上の威力があり、あらゆる物体を溶解破壊する。飛行しながら発射することや、首を180度回転させて後方に放つことも可能。キングシーサーのプリズム眼球にはダメージを与えられず撃ち返されるが、自身はさほどダメージを受けていない。しかし、ゴジラには前述の威力を発揮して大ダメージを与え、二度も大流血に追い込んでいる。
2のものは強化されており、横須賀市の町を一瞬で火の海にしたうえ、ゴジラの放射能火炎を凌駕する威力を持つ。また、戦闘機を薙ぎ払い、ゴジラに苦戦していたチタノザウルスを援護している。
- 虹色の光線という設定は中野昭慶の要望によるもので、当初は合成スタッフから反対されたが、撮影を早期に終了させて合成に時間をかけることにより、実現可能とした。テスト段階では原色が不足していたため、もっと七色が明確に区別できるよう派手にすることを中野が指示したところ、助監督の川北紘一がよりこだわって仕上げてきたという。合成を担当した宮西武史によれば、虹色の光線の表現は技術的には東宝のオープニングロゴと同様であるという。

デストファイヤー
鼻からの万能火焔弾。劇中では一度も使用されていない。
実際に使用する場面としては、PCエンジン用対戦アクションゲーム『ゴジラ 爆闘烈伝』およびスーパーファミコン用対戦アクションゲーム『ゴジラ 怪獣大決戦』にて確認できる。

フィンガーミサイル
指自体が強力な速射ドリルミサイルになっており、発射後は腕部の武器庫から新たにに次のミサイルが装填される。キングシーサー戦ではスペースビームを無効化されたため、こちらのミサイル攻撃に切り替える。
2のものは、弾頭部分が銛のように鋭く尖ったものになっている。丸い指先では破壊力に限界があり、鋭角な先にすることで、厚い鋼鉄をもぶち抜くことが可能。通常は使用せず、各兵装の一斉射撃時のみ使用する。また、2では手の甲と足の甲にミサイル発射装置が追加されており、手首の中に小型のものが組み込まれていた1に対し、大型にすることで発射力を5倍にしている。
- フィンガーミサイルの設定はデザイン段階から存在していたが、デザインを手掛けた井口昭彦は指を曲げられるものと想定していた。
- 造形物は、実際に火薬で飛ばす仕様となっている。あまり飛距離はないため、アップの撮影ではフレームアウトした指がすぐに落ちていたという。中野によれば、水平に構えるのは歌舞伎の見得を意識しているとともに、発射口を横にすることで火薬スタッフが弾着のタイミングを取りやすくするという意図もあったという。
- 『ゴジラ対メカゴジラ』を再上映時に初めて見たという佛田洋は、後年のスーパー戦隊シリーズ『恐竜戦隊ジュウレンジャー』に登場するドラゴンシーザーが指からミサイルを発射するカットの演出に際し、メカゴジラのフィンガーミサイルやジャイアントロボ（のミサイル弾）を参考にしたという。また、それを経て演出されたドラゴンシーザーのカットは、西川伸司が『ゴジラvsメカゴジラ』のスタッフに参考として見せたという。

クロスアタックビーム
胸部のハッチを展開させ、黄色いイナズマ状の高圧電磁光線を発射する。キングシーサーが隠れる岩を一撃で割る。

ディフェンスネオバリヤー
頭部を高速回転させ、ビームを眼から発射しながら周囲に青い円筒形の電磁膜のバリヤーを張る。一度発生させると、頭部の回転が止まっても効果は持続する。2では使用しない。
- バリヤーに触れたゴジラの手が煙を吹くシーンには四塩化チタンを用いているが、この際に液状の四塩化チタンがメカゴジラにもかかってしまい、合成で目立たないもののメカゴジラ側からも煙が出てしまっている。

ホーミューショット（ホーミーショット）
膝に装備された鋭利な棘をミサイルのように発射する。時限装置を備え、連射が可能。

ハイプレッシャーホーミング
足の鋭い6本指に装填されている相手に回転しながら当たる破壊力の大きい大型ドリルミサイルを速射する。
2では足の甲にミサイルが追加されている。

トレイス装置
首から放つ大量の小型ミサイル。劇中未使用。

ユニゾット
尾部を部分的に切り離して後方の敵を攻撃する。劇中未使用。

ミサイル
口の中に装備された大型のミサイル。

黄色い放射能火炎（レーザービーム、黄色い光線）
にせゴジラの形態にて使用。東京湾のコンビナートを焼き尽くした。ゴジラへの擬態中には他の武装が使えないため、装備されている。正体を現した後は使用しない。

回転ミサイル
2にて使用。フィンガーミサイルの強化版。発射する直前に腕・手首を回転させて発射することで貫通力を上げており、着弾した場所は地形が陥没・崩落する被害を受ける。ゴジラがこのミサイルに被弾した時は口から煙を吹いていた。ラストではゴジラにトドメを刺すために発射しようとするが、桂が自決してコントロールが切れたため、ゴジラに放射能火炎を浴びせられた2は誘爆によって大爆発してしまう。

レーザー発射装置
2にて使用。通常の状態では使用しない。頭を破壊され、二重構造の頭部（レーザーヘッド装置）が露出した状態で使う。この武器を使う時はレーザーヘッド装置が一瞬白く発光し、青いビームを発射する。威力はスペースビームより高く、ゴジラの皮膚にケロイドを生じさせるほどの大ダメージを与えた。
- 脚本には描写がなく、中野の発案による。中野は、首を失っても迫ってくる機械の怖さを表現したと述べている。

## 制作

### 創作経緯
特技監督の中野昭慶によると、プロデューサーの田中友幸が映画『キングコングの逆襲』（1967年）に登場するキングコングを模したロボット怪獣メカニコングのゴジラ版を出せないかとアイディアを出したことから生まれたという。また、1970年代当時に台頭しつつあったロボットアニメからの影響も指摘されている。一方、2017年にプレミアムバンダイのフィギュア「S.H.MonsterArts メカゴジラ（1974）」の発売に際して実施された中野へのインタビューによれば、「ゴジラより強い新怪獣を出したい」との田中の要望に中野が「ゴジラを超えられるのはゴジラだけ」と答えたことがきっかけとされているほか、2019年に書籍『別冊映画秘宝 昭和メカゴジラ鋼鉄図鑑』（洋泉社、ISBN 978-4-80-031628-8）の刊行記念イベント『起動45周年！ 立川決戦 初代メカゴジラ極上爆音上映』に登壇した際の中野によれば、田中から「ゴジラ誕生20周年にふさわしい敵は何がいいか、アイデアを考えてくれ」と相談されたことがきっかけとされている。ただし、中野自身は当時は多忙であったため、提案した後にどのような経緯を経て決定に至ったかは知らず、自身の発言が決定打であったかどうかはわからないとしている。
一方、「ロボットのゴジラ」というアイディアは原作者の1人である福島正実からも提示されていたとされる。「ヒーローの偽物」という要素は、ウルトラシリーズや仮面ライダーシリーズなどの特撮テレビドラマで定番となっているものであった。

### デザイン
デザインは井口昭彦。井口を起用したのは川北紘一で、これは両者が参加していた『ウルトラマンA』でのつながりからだった。井口はデザイン作業を東宝映像の社長室に籠って進行した。映画ポスターにも、井口のデザインイラストが使われている。なお、メカゴジラ2のデザインに井口はタッチしていないという。
デザインイメージについては、特技監督の中野昭慶が「西洋甲冑のイメージをもとに、ブリキのゴジラ人形を金づちで叩いて面取りを指示した」と語っているが、井口や川北らはこれを否定している。川北によると、自分がスチームパンク的なイメージに戦車のリベット表現を加えたものを、井口がまとめたものだという。また、井口によれば当初はにせゴジラとして登場するためにゴジラのシルエットから離れられず、後年のインタビューではこの設定がなければもっと自由な形状となっていた可能性もあったことを語っている。一方で、頭頂部の角や側頭部のプロテクターなど、ゴジラのシルエットを大きく崩さない範囲で独自の特徴を持っている。
動かしやすさへの配慮から肩などは蛇腹状となっているが、これは薄い板を何枚も貼って作られたものである。中野は西洋甲冑がどのようにして動けるか研究したという。腕はゴジラのような撫で肩を避けるため、肩にひだをつけて腕が長くならないように留意している。
尾の長さは、ゴジラの尾に比べて短い。これは、尾が短い方が引き締まるという井口の意図による。また、生物的なゴジラの尾に対し、硬質的な材質では操演が難しくなるという懸念も考慮している。
首元のシャッターは、デザイン段階からスーツアクターの覗き穴を想定して設けられた。頭部側面の張り出しは、耳をイメージしている。
円筒形の首の上に三角状の直線的な頭部という構成は、井口が以前に手掛けた『ウルトラマンA』のバキシムと共通するものであるが、彼はこれを偶然であると答えている。
リベットの意匠とMGマーク
メカゴジラの全身にはリベット状の意匠が施されており、二の腕には「MG」と造形されている。
これについて、井口の証言では宇宙的デザインを重視しており、リベットや腕のMGマークのような地球的表現は井口の本意ではなく造形段階でのアレンジであり、直に抗議を行ったとのことである。
リベットは中野、MGマークは造形を担当した安丸信行のアイデア。安丸は、これらを加えた理由について、滑らかなボディではメリハリがなく、何かないと締まらないと述べている。また、中野は巨大感が失われても観客の幼児層にも硬い金属であることを理解させるために必要であったと語っている。

配色
中野は、金属の硬さを着ぐるみで表現するために体色を銀色にしたといい、黒いゴジラとの対立構造としてもわかりやすくなったと述べている。
『ゴジラ対メカゴジラ』の製作当初の体色は、銀色を基調に各所に立体感を強調するシャドーを入れたものであったが、中野や本編監督の福田純から「もっと宇宙の金属らしく」と要望され、銀色に虹のような色処理を加えたものとなった。このときにNGとなったカラーリングは、『メカゴジラの逆襲』で活かされている。
後年に述懐した中野によれば、『ゴジラ対メカゴジラ』の撮影当初は光沢のある銀色にしていたが、現場でライトを反射してしまうという苦情が来たため、艶消しの銀色を上から塗り直したそうである。また、安丸は現場ではスモークやフライアッシュにさらされてすぐに褪色してしまうため、虹色の効果はあまりなかったと述懐している。撮影助手の桜井景一は、操演用のピアノ線に白や黒のスプレーで塗装する「線消し」と呼ばれる作業を本番直前まで行っていたため、メカゴジラにも塗装がかかってしまったのも一因であったことを証言している。塗装を手掛けた小島耕司は、福田から期待以上の出来だと褒められたが、汚れるのは怪獣の宿命であったと述懐している。

### 造形

#### 造形（I）
造形は安丸信行と小林知己。顔面は般若のイメージが投影されているが、これは同じく安丸によって造られたジェットジャガーから引き継がれたものである。
スーツは上下分割式となっており、ゴジラに首をもぎ取られるシーンは上半身のみで撮影されている。頭部や手首にはFRP、胴体には風呂マットなどに用いられるポリエチレンマット（硬質ウレタン）がそれぞれ用いられている。塗装には艶出し塗料のケミグレースを用い、金属感を出している。背面には黒いディテールがあったが、なくなっている。リベットの意匠には太鼓鋲を用いている。
頭部の造形物はラジコンによる口の可動ギミックを備えたFRP製のものが1つ作られた。画面では分かりづらいが、歯は透明なアクリル板で作られている。口部のミサイル発射時に前歯が倒れるギミックが存在したが、撮影では未使用。本来は首は左右に動くのみで十分であったが、特殊効果の渡辺忠昭が性能の良い小型の回転板を見つけたことから回転する構造となった。美術の青木利郎は回転させることに反対していたが、特技監督の中野昭慶が気に入って採用された。なお、首が回転することで挟み撃ちにも対抗できるという仕様はアメリカで一番受けたが、中野は回転すると思わせないようにするために苦労したという。骨組みは金属で作られており、2024年現在でも現存する。
頭頂部のアンテナは、円柱状ではなく三角柱状となっているが、これは安丸が手掛けた二代目アンギラスの背中のトゲなどと共通する安丸造形の特徴の一つであり、安丸はこの方が早く作れると述べている。東宝美術の長沼孝によれば、スーツのテスト前日に塗装の乾燥中であった頭部が作業台から落下してアンテナが折れてしまったが、特殊効果の関山和昭が自宅から持ってきたポリエステルパテで事なきを得たという。
腕や脚は、それぞれ木型から起こした雌型を用いてラテックスで注型した後にこれを切断し、関節部分を蛇腹で繋いでいる。安丸は、こうすることで多角体の面が上下で揃えることができると述べている。蛇腹部分の造形は東京日進ジャバラによる。尾は注型ではなく、ウレタンを芯に直付けで造形された。足の裏には、飛行時にフロンガスを噴出するための穴が設けられており、通常時はビスで塞がれている。
眼には自動車のテールランプ、耳にはブレーキランプを用いている。安丸は、撮影所前のバイク店で目についたことからこれを用いることを思いついたという。
スーツは動きやすかったとされるが、着脱には補助数人を要した。また、メカゴジラ2のヘッドコントローラー露出時の胴体には本作品のものが流用されている。
飛行形態はミニチュアの飛び人形が作られたほか、スーツと同じ大きさのものも作られ、メカゴジラ2にも流用された。材質はカポック製で、表面に硬質ウレタンを貼り、塗装で金属感を表現している。足にはフロンガスの噴射ギミックが仕込まれている。特殊効果助手の関山和昭によれば、勢いよくフロンガスを噴出するため、1カットごとにガスをタンクに詰める必要があったと証言している。
遠景シーンでは、ブリキ製のゴジラの人形を用いている。これは中野が自身の子供の物を持ち出してきたという。
展示では、撮影後のスーツに別造型の頭部を合わせたものが用いられた。この頭部は、2014年時点で現存が確認されている。

#### 造形（2）
スーツは新規造形。造形は安丸信行と小林知己。
頭部メカはアルファ企画の高木明法が手掛けた。高木によれば、メカゴジラには通常の怪獣のような表皮がないため、大きなトルクを用いる必要がなく、動かしやすかったという。
頭部は前作の型の流用だが、前作で3列あった後頭部のひれが1列しかない。頭部の塗装は本作品で塗り直されている。胴体は粘土原型から起こした石膏型から抜いたラテックス製で、前作よりもしっとりとした軟らかい質感となっている。体色は、前作で不採用となったエアブラシによるつや消しブラックのウェザリングが施されている。
レーザーヘッド装置を組み込んだ胴体には前作のメカゴジラの胸部を改造したものが使われ、ゴジラに引き抜かれた頭部も前作のものである。飛行模型も前作のものが流用された。装置の造形には、プラモデルのバイクやランナーが用いられた。
FRP製の手首は回転式となり、指は前作より鋭角となって新造形された。手首の回転ギミックには、日曜大工用の電気ドリルを用いており、スーツアクターは手首に手を入れるのではなく、手首の根元についた柄を握るかたちとなっている。
出撃シーンでは、スーツアクターの入っていないスーツを吊って撮影している。歩行シーンでは、地面のセットにスポンジを用いることで前進に合わせて地面がたわみ、重量感を表現している。
先述の胴体にメカゴジラの頭部を取り付けたメインのスーツは、2012年に展示会「館長 庵野秀明特撮博物館 ミニチュアで見る昭和平成の技」で展示された。このほか、レーザーヘッド装置の造形物も2014年時点で現存が確認されている。破損などに備え、オリジナルから型取りした頭部のレプリカが作られている。